# Педери, Арпад
Арпад Педери (венг. Pédery Árpád; 1 февраля 1891, Будапешт — 21 октября 1914) — венгерский гимнаст, серебряный призёр летних Олимпийских игр 1912 года в командном первенстве.
Участник Первой мировой войны, погиб на Восточном фронте.